# Hurikán Michael (2000)
Hurikán Michael byl 17. bouře, 13. pojmenovaná bouře a 8. hurikán atlantické hurikánové sezóny 2000.

## Postup
Hurikán se zformoval 15. října 2000 jihozápadně od souostroví Bermudy z mimotropické cyklóny, která sestoupila do subtropického podnebného pásu. Následujících 5 dnů postupoval na sever. Ze systému se nejprve vyvinula subtropická bouře, ale s dalším pobytem nad teplými vodami získala prvky bouře tropické. 17. října Michael zesílil na hurikán a 20. října se z hurikánu 1. stupně stal hurikán stupně druhého. Nejvyšší rychlosti 155 km/h dosáhl východně od USA. Ve stejný den hurikán zeslábl na hurikán 1. stupně a těsně před tím, než dosáhl pobřeží kanadské provincie Newfoundland, dále zeslábl na mimotropickou cyklónu a severovýchodně od Kanady se rozptýlil.  
Oběti ani škody nebyly oznámeny.